# کیرا ایوانوا
کیرا ایوانوا (روسی: Кира Валентиновна Иванова؛ ۱۰ ژانویهٔ ۱۹۶۳ – ۱۸ دسامبر ۲۰۰۱) اسکیت‌باز نمایشی اهل اتحاد جماهیر شوروی سوسیالیستی بود.